# Constantin Geambașu
Constantin Geambașu (ur. 1948) – rumuński slawista, polonista, badacz literatury XX wieku, tłumacz literatury polskiej na język rumuński.

## Życie zawodowe
W swojej rozprawie doktorskiej zajął się twórczością Marii Dąbrowskiej. W Zakładzie Filologii Polskiej na Uniwersytecie w Bukareszcie rozpoczął pracę po ukończeniu studiów polonistycznych w 1971. W 2004, po przejściu na emeryturę prof. Iona Petrică, zajął się dydaktyką akademicką. Jego zainteresowania naukowe skupiają się wokół literatury polskiej XX wieku, wokół obszarów tzw. pogranicza (szczególnie wschodnia granica Polski) oraz wokół kultury polskiej. Wykładał także w Instytucie Filologii Romańskiej Uniwersytetu Jagiellońskiego.

## Nagrody i odznaczenia
- Laureat nagrody „Książka Roku 2007” za przekład Wesela Stanisława Wyspiańskiego oraz nagrody „Książka Roku 2014” za przekład Mojego wieku Aleksandra Wata[5].
- W 2008 uhonorowany polskim Medalem Komisji Edukacji Narodowej za zasługi dla oświaty, szczególnie w zakresie działalności dydaktycznej[5].
- W 2013 został laureatem „Nagrody Polonicum” za wybitne osiągnięcia w szerzeniu języka polskiego i wiedzy o języku i literaturze polskiej[6].
- W 2016 otrzymał nagrodę Transatlantyk za szczególne osiągnięcia w zakresie promocji literatury polskiej na świecie[7].
- W 2020 otrzymał doktorat honoris causa Uniwersytetu Jagiellońskiego[8].
- W 2023 uhonorowany Krzyżem Kawalerskim Orderu Zasługi RP za wybitne zasługi w działalności na rzecz popularyzowania polskiej kultury i literatury[9].

## Wybór publikacji

### Tłumaczenia na język rumuński
- Stanisław Lem: Golem XIV. Tł. Constantin Geambașu. Bukareszt: Editura Univers, 1997, ISBN 973-34-0419-5.
- Czesław Miłosz: Gândirea captivă. Tł. Constantin Geambașu. Bukareszt: Humanitas, 1999. (drugie wydanie 2008). (tytuł oryginału: Zniewolony umysł)
- Czesław Miłosz: Europa natală. Tł. Constantin Geambașu. Bukareszt: Editura Univers, 1999. (tytuł oryginału: Rodzinna Europa)
- Wisława Szymborska: Sub o singură stea. Tł. Constantin Geambașu, Passionaria Stoicescu. Bukareszt: Editura Universal Dalsi, 1999. (tytuł oryginału: Pod jedną gwiazdą)
- Karol Wojtyła: Iubire și responsabilitate. Tł. Constantin Geambașu. Bukareszt: Editura MC, 1999. (tytuł oryginału: Miłość i odpowiedzialność)
- Stanisław Lem: Eden. Tł. Constantin Geambașu. Bukareszt: Editura Nemira, 1999.
- Czesław Miłosz: Ținutul Ulro. Tł. Constantin Geambașu. Bukareszt: Editura Alfa, 2003. (tytuł oryginału: Ziemia Ulro)
- Andrzej Stasiuk, Iurji Andruhovîci: Europa mea. Tł. Constantin Geambașu. Iași: Polirom, 2004. (tytuł oryginału: Moja Europa)
- Adam Mickiewicz: Sonete din Crimeea/Sonety krymskie, wydanie dwujęzyczne. Tł. Constantin Geambașu, Passionaria Stoicescu. Bukareszt: Paideia, 2005.
- Stanisław Wyspiański: Nunta. Tł. Constantin Geambașu, Passionaria Stoicescu. Bukareszt: Paideia, 2007. (tytuł oryginału: Wesele)
- Aleksander Fiut: A fi [sau a nu fi] central-european. Tł. Constantin Geambașu, Cristina Godun. Bukareszt: Dominor, 2007. (tytuł oryginału: Być [albo nie być] Środkowoeuropejczykiem)
- Wojciech Kuczok: Mizeria. Tł. Constantin Geambașu. Iași: Polirom, 2008. (tytuł oryginału: Gnój), ISBN 978-973-46-1055-6.
- Zbigniew Herbert: Pan Cogito. Tł. Constantin Geambașu. Bukareszt: Paideia, 2008, ISBN 978-973-596-479-5.
- Juliusz Słowacki: Kordian. Tł. Constantin Geambașu, Passionaria Stoicescu. Bukareszt: Paideia, 2010, ISBN 978-973-596-542-6.
- Stanisław Lem: Solaris. Tł. Constantin Geambașu. Bukareszt: Editura Paladin, 2014.
- Ks. Jan Twardowski: Vremea nedespărțiriii, antologia. Tł. Constantin Geambașu, Bogdan Polipciuk. Oradea: Ratio et Revelatio, 2015. (tytuł oryginału: Czas bez pożegnań)
- Henryk Markiewicz: Conceptele științei literaturii. Tł. Constantin Geambașu. Bukareszt: Editura Univers, 1988. (tytuł oryginału: Główne problemy wiedzy o literaturze)
- Piotr Wierzbicki: Structura minciunii. Tł. Constantin Geambașu. Bukareszt: Editura Nemira, 1996. (tytuł oryginału: Struktura kłamstwa), ISBN 973-9177-64-6[1].

### Prace autorskie
- C. Geambașu: Maria Dąbrowska. Proza interbelică. Bukareszt: Editura Medro, 1996, ISBN 973-97582-5-8.
- C. Geambașu: Ipostaze lirice și narative. Bukareszt: Editura Medro, 1999.
- C. Geambașu: Scriitori polonezi (secolul XX). Bukareszt: Editura Paideia, 2002, ISBN 973-596-047-8.
- C. Geambașu (współautor).: Słownik frazeologiczny polsko-rumuński. Bukareszt: Editura Universității, 2013.
- C. Geambașu, C. Godun: Słownik polsko-rumuński. Iași: Polirom, 2014[1].